# Chenôve
Chenôve település Franciaországban, Côte-d’Or megyében. Lakosainak száma 14 299 fő (2022. január 1.). Chenôve Dijon, Marsannay-la-Côte, Corcelles-les-Monts és Longvic községekkel határos.

## Népesség
A település népességének változása:
| Lakosok száma | 17 155 | 19 389 | 16 257 | 14 921 | 14 014 | 13 962 | 13 910 | 14 216 | 14 323 | 14 299 |
|               | 1968   | 1982   | 1999   | 2006   | 2011   | 2015   | 2017   | 2018   | 2020   | 2022   |